# Monti Nyainqêntanglha
I monti Nyainqêntanglha, in cinese (pinyin) Nianchingtanggula Shan o (romanizzazione Wade-Giles) Nien-ch'ing-t'ang-ku-la Shan, sono una catena montuosa che costituisce la sezione orientale di un sistema montuoso nella parte meridionale della Regione Autonoma del Tibet (Cina sud-occidentale). 
A ovest tale sistema comprende una catena settentrionale, i monti Nganglong (A-ling), e una catena meridionale, i monti Kailas, molto più impervi e pesantemente coperti da ghiacciai. La vetta più elevata dei monti Nganglong raggiunge i 6595 m sul livello del mare, mentre la vetta più alta dei monti Kailas raggiunge i 6714 m. 
All'incirca a est dell'88º grado di longitudine est le due catene si uniscono a costituire i monti Nyainqêntanglha, che formano un elevato spartiacque tra la valle del fiume Yarlung Zangbo (Tsangpo) del Tibet meridionale e l'area ricca di bacini interni e laghi salati delle zone più elevate dell'altopiano.
Le pendici meridionali della catena sono estremamente impervie; molte sezioni si innalzano al di sopra dei 6100 m, con alcune vette isolate ben al di sopra dei 7000 m nell'area a nord-ovest di Lhasa, la capitale del Tibet. 
Le pendici meridionali sono anche relativamente ricche di acqua, e l'ambiente naturale è chiaramente suddiviso in zone verticali e ricco di erbe e arbusti che offrono buoni pascoli di montagna. Le pendici drenano le loro acque nel fiume Yarlung Zangbo, nome con cui è noto in Cina il Brahmaputra. A ovest, le pendici settentrionali della catena costituiscono una parte del bacino endoreico dell'area sud-orientale del bacino del Qiangtang e sono generalmente aride e coperte da erbe resistenti; all'estremità orientale della catena, le pendici settentrionali drenano nei rami sorgentizi superiori del fiume Salween e ospitano una ben più ricca copertura di erbe alpine. 
La via principale attraverso la catena montuosa attraversa il passo Sanxiong tra Yangbajain e Nagqu (l'antica Heihe). Lungo questo percorso si snoda la strada principale che da Lhasa si dirige a nord verso Golmud e l'estremità meridionale del bacino del Qaidam nella provincia del Qinghai; una nuova linea ferroviaria (inaugurata nel 2006) collega Lhasa e Golmud, nonché Lhasa con il resto della Cina.